# Икономика на Латвия
Икономиката на Латвия се квалифицира като малка и отворена, с износ, формиращ почти 1/3 от БВП на страната. Заради географското ѝ разположение транспортните услуги са силно развити, както и други сектори като добива и обработката на дървен материал, земеделието и производството на храни, машиностроенето и електронната индустрия. След годините на силен икономически растеж, през 2008 г. икономиката на Латвия се сблъсква с двуцифрен спад, преди да бъдат наложени реформи за устойчив растеж и социоикономическо развитие.
Настоящето състояние на икономиката на Латвия е по-добро от прогнозираното. С нейния растеж от над 5% за 2012 г., той е най-бързият за Европейския съюз - тенденция, която се запазва и през 2013 г. В същото време за 2012 г. инфлацията леко намалява, рефлектирайки върху цените на храните и енергията.
Безработицата отчита спад, след върховата си позиция в размер на 21,3% през първото тримесечие на 2010 г., до 11,4% през второто тримесечие на 2013 г.